# War Department (Vereinigtes Königreich)

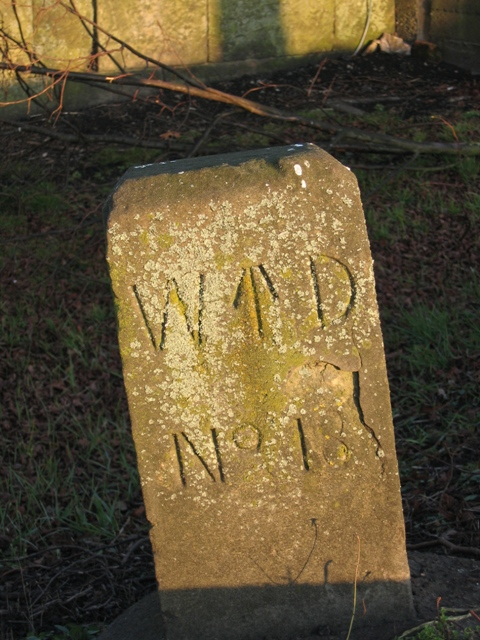
War Department Grenzstein 18 bei Chester Castle

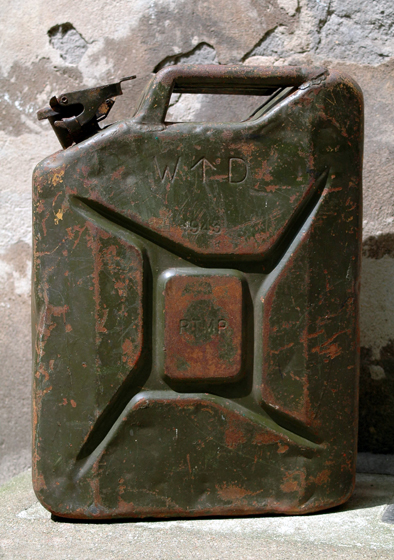
Jerrycan – britische Kopie eines Wehrmacht-Einheitskanisters 1943

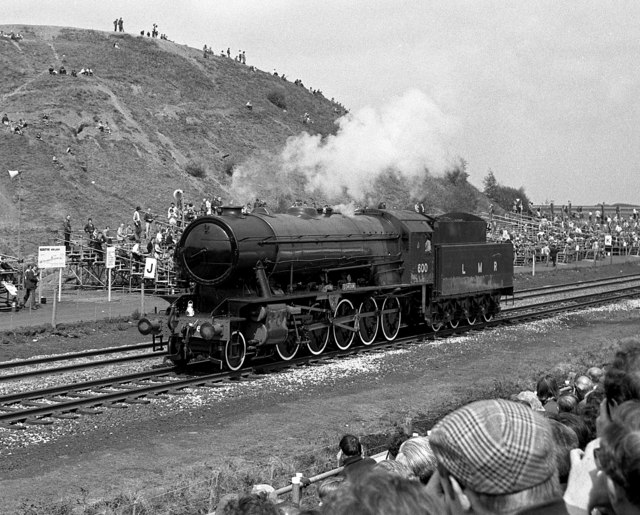
Lokomotiven-Parade in Rainhill 1980: War Department 2-10-0

Das War Department ist im Vereinigten Königreich das zuständige Ministerium zur Beschaffung und Belieferung seiner Streitkräfte mit Waffen und Ausrüstung. Es ist Teil des Kriegsministeriums und regelt auch den militärischen Nachschub, Teile davon sind das War Department Fleet und das War Department Railways.

Als Kennzeichen verwendet das britische War Department folgendes Kürzel: W↑D, frühere Form einfach W. D. Das Symbol des Broad arrow findet sich auf den meisten Ausrüstungsgegenständen.

## Geschichte
1794 wurde im Vereinigten Königreich ein Staatssekretär für Kriegsangelegenheiten eingesetzt, inoffiziell wurde die Einrichtung bereits als Kriegsministerium bezeichnet. Später gliederte man eine Abteilung für koloniale Angelegenheiten ein. Im Februar 1855 führte man die einzelnen Abteilungen zum War Department zusammen. 1857 wurde daraus das Kriegsministerium, im Jahr 1964 wurde die Einrichtung zum Verteidigungsministerium umbenannt.

## War Department Railways
Das War Department war außerdem für die Lieferung von Lokomotiven und Eisenbahnwagen für den Einsatz im Eisenbahnverkehr in Großbritannien zuständig, ebenso für andere Teile des britischen Imperiums und in Krisengebieten.
Im Ersten Weltkrieg war das Kriegsministerium außerdem auch für die War Department Light Railways, den sog. Trench Railways, zuständig. Hierbei handelte es sich um die britische Variante der schmalspurigen Heeresfeldbahnen, die für den Transport von Munition und Ausrüstung, den Transport von Truppen bis zum unmittelbaren Kampfgeschehen im Stellungskrieg, aber auch die Evakuierung von Verwundeten zum Einsatz kamen. Im Zweiten Weltkrieg wurde eine Vielzahl von Dampflokomotiven sowie Diesellokomotiven unterschiedlicher Spurweiten gefertigt. Nach dem Ende des Krieges wurden zahlreiche Fahrzeuge an  Eisenbahngesellschaften anderer Länder abgegeben.